# Иванчиков, Владимир Дмитриевич
Владимир Дмитриевич Иванчиков (1926—1970) — горнорабочий очистного забоя шахтоуправления № 21-134 треста «Краснодонуголь» комбината «Донбассантрацит», Луганская область, Герой Социалистического Труда.

## Биография
Родился в 1926 году в городе Елец ныне Липецкой области в семье строителя мостов.
Когда началась война жил с родителями на станции Буян Макаровского района Киевской области. Отец ушел на фронт, а в 1943 году в партизаны ушёл и Владимир. Участник Великой Отечественной войны. Фашисты жестоко расправились с семьёй Иванчиковых. Вскоре после ухода Владимира в партизаны, гитлеровцы расстреляли мать, семнадцатилетнюю и семилетнюю сестер.
С октября 1943 года — в Красной Армии. В мае 1945 года — старший метеоролог взвода химической защиты 310-го стрелкового полка 8-й стрелковой дивизии 4-го Украинского фронта, младший сержант. Награждён орденами Красной Звезды, Славы 3-й степени, медалями «За отвагу», «Партизану Отечественной войны».
После увольнения из Вооруженных Сил в 1950 году приехал в город Краснодон. Вначале работал на шахте «1-я Каменка», а после её закрытия на шахте № 178 забойщиком, затем машинистом угольного комбайна (шахта № 178 была участком шахты № 21 имени О. Кошевого). В 1966 году его бригада ежемесячно добывала по 500 тонн дополнительного угля. Это было результатом постоянного совершенствования организации труда, хорошего использования комбайнов.
Указом Президиума Верховного Совета СССР от 29 июня 1966 года за выдающиеся заслуги в выполнении заданий семилетнего плана по развитию угольной и сланцевой промышленности и достижение высоких технико-экономических показателей в работе Иванчикову Владимиру Дмитриевичу присвоено звание Героя Социалистического Труда с вручением ордена Ленина и золотой медали «Серп и Молот».
С 1968 года работал машинистом угольного комбайна на шахте имени Баракова в городе Суходольск.
Умер в 1970 году.

## Награды
Награждён орденами Ленина (29.06.1966), Красной Звезды (30.05.1945), Славы 3-й степени (11.01.1945), медалями, в том числе «За отвагу» (26.05.1944), «Партизану Отечественной войны».